# 景洪蜂斗草
景洪蜂斗草（学名：Sonerila cheliensis），为野牡丹科蜂斗草属下的一个植物种。